# La morte delle Sirene
La morte delle Sirene (Death of the Sirens) è un romanzo della scrittrice italoamericana Ben Pastor, il sesto nel ciclo dedicato al personaggio ricorrente di Elio Sparziano.
 Mescolando dati storici e dati immaginari narra una complessa missione diplomatica e un'indagine per omicidio condotte dal comandante Sparziano tra l'Italia meridionale e Roma nell'anno 306 d.C.

## Incipit
For the past three days, it had been raining harder than Aelius had thought possible this far to the south, in this season. The previous winter, up the coast in Puteoli, waiting for a ship and a crew in no-sailing season, rain had seemed ceaseless.»
Negli ultimi tre giorni era piovuto più di quanto Elio non avesse mai visto così a Sud in quella stagione. L'inverno precedente, aspettando a Puteoli una nave e un equipaggio durante i mesi chiusi alla navigazione, gli era sembrato che la pioggia non dovesse mai cessare.»
(traduzione di Luigi Sanvito)

## Titolo
Il romanzo è in gran parte ambientato a Surrentum e dintorni, luoghi tradizionalmente noti come "Terra delle Sirene" poiché nell'antichità si credeva che lì abitassero le mitiche creature, annegatesi in mare dopo aver fallito la seduzione di Ulisse e dei suoi compagni.
 Nel corso della narrazione le Sirene, la loro promessa di donare conoscenza e la loro scomparsa sono un motivo ricorrente nei pensieri del protagonista, in relazione alle vicende che deve affrontare.
Poco prima di lasciare la costa sorrentina per proseguire altrove la propria missione, Elio ha modo di parlare con qualcuno che sostiene di aver visto più volte due Sirene. Il comandante è incerto se ciò corrisponda a verità o se l'altro lo stia solo prendendo in giro.
Nel corso della narrazione vengono citate tre navi gemelle che portano il nome di altrettante sirene: Parthenope (la Fanciulla), Leucosia (la Splendente) e Ligeia (la Melodiosa).
Verso la fine del romanzo fa inoltre una breve ma significativa comparsa un eunuco il cui nome - Seireinous - viene interpretato da Elio come ennesimo tentativo da parte delle mitiche Sirene di farsi ricordare da lui.

## Ambientazione storica
Per agevolare la comprensione del periodo storico che fa da sfondo alle vicende del romanzo, in una Nota che precede la narrazione l'autrice richiama alla memoria del lettore i fatti salienti avvenuti nell'Impero Romano fra il 284 d.C. (inizio della Tetrarchia voluta da Diocleziano) e il 312 d.C. (presa di potere da parte di Costantino dopo la sconfitta di Massenzio). Il problema di fondo è dato dal fatto che dopo l'abdicazione di Diocleziano e del suo co-imperatore Massimiano, prevista sin dall'inizio del loro progetto politico ed effettivamente avvenuta il 1º maggio del 305 d.C., il sistema tetrarchico aveva iniziato una inarrestabile crisi, a causa delle ambizioni personali manifestate dai vari pretendenti al trono.

## Trama
Dopo il successo della sua missione in Palestina, Elio Sparziano è stato ricompensato con il comando di un'ala di cavalleria di duemila uomini, stanziati sul confine persiano; prima di poterli raggiungere è stato però dirottato in Italia, a causa di una nuova missione diplomatica affidatagli dall'imperatore d'Oriente Galerio. La situazione politica si è fatta difficile: dopo la morte di Costanzo Cloro, rimasto sul trono d'Occidente per poco più di un anno, suo figlio Costantino è stato acclamato dall'esercito ad Eburacum e pur non essendo l'erede designato, si è impadronito del potere. A Elio è stato affidato un messaggio da consegnare a Roma nelle mani di Massenzio, il figlio dell'ex Augusto Massimiano; il legato ignora l'esatto contenuto del messaggio, ma è ragionevole pensare che si tratti di un invito alla moderazione da parte di Galerio: l'imperatore insomma ammonirebbe Massenzio a non seguire il pericoloso esempio di Costantino.
Sbarcato a Surrentum, Elio prende contatto con Manilio Rusticiano, il viceprefetto del Pretorio di Massenzio che sarà il tramite per ottenere una convocazione ufficiale a Roma. L'uomo non nasconde diffidenza e ostilità, ma promette il proprio interessamento; avverte però che la cosa potrebbe richiedere tempo. Elio si prepara ad attendere con pazienza; affitta una villetta a mezzacosta sui colli che circondano la città e inizia a dedicarsi ai suoi consueti interessi storici e antiquari.
Girando per le strade sente anche parlare di un omicidio avvenuto di recente: il ricco mercante Pelagio Teodoro è stato ucciso nel padiglione del giardino che si estende attorno alla sua villa. Il corpo è stato trovato dal segretario Sordes, un tipo strano e nervoso che subito dopo si è sentito male ed è svenuto; le guardie del corpo di Teodoro hanno però ingaggiato una lotta in giardino con il figlio del morto, Demetrio, che apparentemente si stava allontanando dal padiglione. Il ragazzo è riuscito a fuggire e in seguito è stato visto gozzovigliare in una taverna dove ha speso una forte somma di denaro. Demetrio aveva molti contrasti con il padre per questioni ereditarie ed anche perché Teodoro aveva iniziato ad interessarsi alla giovane amante del figlio, Valeria Agrippina. Il denaro speso inoltre potrebbe esser stato rubato nel padiglione: in considerazione dei possibili moventi e delle circostanze generali Demetrio è dunque il principale indiziato per l'omicidio. Si protesta innocente, ma viene comunque fermato e relegato in un'elegante villa, dove potrà continuare a godere di certi privilegi, in attesa dei risultati dell'inchiesta ufficiale.
All'inizio Elio nutre per l'evento una blanda curiosità, favorita dal tempo libero a sua disposizione, in seguito però viene coinvolto più a fondo nell'indagine. Parte del suo incarico ufficiale prevede anche un incontro con lo storico Vulcacio Gallicano: a lui deve comunicare la nomina a senatore di Roma e l'approvazione imperiale al matrimonio tra la sua figliastra Galla e Giulio, uno dei figli del defunto Costanzo Cloro. L'anziano storico, lieto per le ottime notizie, gli parla nuovamente dell'omicidio: Demetrio era fidanzato con Nerazia Antonia, pupilla di Gallicano; date le circostanze il matrimonio è stato annullato, tuttavia Gallicano invita Elio a dimostrare l'innocenza di Demetrio cosicché non restino ombre sulla famiglia. Elio acconsente e prende contatto con quanti sono coinvolti nel fatto; interroga la servitù, i figli di Teodoro e Valeria Agrippina, maturando il dubbio che sia piuttosto difficile scagionare Demetrio, anche se esiste la remota possibilità che l'omicidio sia opera di banditi che da tempo infestano la zona.
La sua attenzione viene però bruscamente riportata sulla missione: dopo aver ricevuto un anonimo messaggio che lo invita ad un incontro riservato, Elio scopre con sorpresa ed inquietudine di essere stato contattato da Diocleziano in persona. L'ex imperatore gli rivela che il messaggio di cui è latore riporta l'invito a Massenzio da parte di Galerio ad eliminare il proprio padre Massimiano, che forse si sta preparando a riconquistare il trono. In sostanza Galerio reclama la fedeltà di Massenzio, ma il parricidio potrebbe avere terribili conseguenze. C'è già un sicario in attesa di ordini (dietro presentazione di un medaglione come segno di riconoscimento), un veterano di nome Tigris, provenientie dalla Dacia, forse già sbarcato in Italia. Diocleziano affida ad Elio il compito di trovarlo e fermarlo, in assoluta segretezza.
 Sfruttando al meglio le poche informazioni che gli sono state fornite, Elio riesce nell'impresa: identifica il sicario e lo uccide, occultandone poi il corpo.
Prima di lasciare Surrentum, Elio ha modo di assistere alla conclusione dell'indagine per l'omicidio di Pelagio Teodoro: il segretario Sordes si suicida, impiccandosi ad un albero del giardino e lasciando una lettera in cui si confessa autore del crimine. Ufficialmente è questa la soluzione che viene accettata, benché nel frattempo Elio abbia trovato le prove che dimostrano la colpevolezza di Demetrio. Il ragazzo però, forse grazie anche all'interessato intervento di Gallicano, viene definitivamente scagionato e liberato. Probabilmente la sua famiglia provvederà a mandarlo lontano dall'Italia. Con la propria morte Sordes, a lui molto devoto, ha voluto proteggerlo.
Grazie all'aiuto dell'amica Thermuthis, che gli presta la nave con cui ha viaggiato dall'Egitto, Elio lascia infine Surrentum e raggiunge la costa laziale. Dopo altre fasi d'attesa, in una villa a poche miglia da Roma, riesce finalmente ad incontrare Massenzio e a consegnare il messaggio di Galerio, ma anche un'ammonizione orale da parte di Diocleziano. L'accoglienza di Massenzio è prudente e cortese, non particolarmente calorosa; è evidente che il giovane principe non intende rinunciare al proprio progetto e alle proprie ambizioni. Il tenore del suo messaggio di risposta a Galerio non lascia dubbi.
Dopo aver completato la missione Elio Sparziano è finalmente libero di raggiungere i suoi uomini sul confine orientale. Di lì a poco per lui si aprirà la possibilità di essere nominato Dux Mesopotamiae, ovvero supremo comandante militare della regione: rimarrà così lontano dall'Italia e dalle dirette conseguenze della guerra civile che sta per scatenarsi all'interno dell'Impero.

## Struttura
Alla narrazione oggettiva in terza persona si alternano gli appunti personali del protagonista, con le riflessioni riguardanti tanto la sua missione quanto l'inchiesta criminale in cui è stato coinvolto. Nella parte finale compaiono appunti per la compilazione di un'opera storica: "Vita di Massenzio". Sono inoltre riportate alcune lettere di amici e della madre ricevute da Elio.
Anche se l'autrice mantiene intatta la propria libertà creativa, la parte del romanzo riguardante l'omicidio è dichiaratamente ispirata a I fratelli Karamazov di Fëdor Dostoevskij. Lo confermano anche le numerose citazioni dall'originale poste in esergo ai vari capitoli e il fatto che i personaggi coinvolti abbiano nomi e caratteristiche che alludono ai rispettivi modelli russi.

## Personaggi
- Elio Sparziano: militare di carriera, comandante della cavalleria imperiale. Di origine danubiana, all'epoca della vicenda narrata ha poco più di trent'anni. È innanzitutto un soldato, un tradizionalista e un fedele suddito dell'Impero; per queste sue caratteristiche gli vengono sovente affidate missioni diplomatiche delicate e pericolose. La sua naturale curiosità, la sua intelligenza e l'amore per la verità finiscono però per coinvolgerlo altrettante spesso in indagini criminali di varia natura: qui affronta un presunto parricidio.

- Vulcacio Gallicano:  storico, la tradizione lo indica (assieme a Elio Sparziano) come uno dei sei autori della Historia Augusta ma non ci sono conferme della sua reale esistenza. Nel romanzo è un uomo anziano, più che benestante, afflitto da una lieve paresi facciale, conseguenza di un attacco apoplettico. Orgoglioso e tradizionalista, l'apparentamento con la famiglia imperiale e la nomina a senatore di Roma appagano le sue ambizioni.
- Pelagio Teodoro: ricco commerciante di Surrentum, vittima di omicidio. Prodigo e buffonesco, in città era molto popolare ma in definitiva ben poco rispettato, anche dai suoi stessi figli. (In Dostoevskij è Fëdor Pavlovič).
- Pelagio Demetrio: figlio maggiore di Teodoro, è in contrasto con il padre per questioni ereditarie e perché i due si contendono i favori della medesima donna (Valeria Agrippina), benché il ragazzo sia ufficialmente fidanzato con un'altra (Nerazia Antonia). Ozioso e gaudente, divide il suo tempo fra le taverne e la palestra, dove cura con maniacale dedizione i propri muscoli. A detta di molti è uno stupido, e dopo averlo conosciuto Elio è incline a condividere questo giudizio. (in Dostoevskij è Dmitrij)
- Pelagio Giovanni: secondo figlio di Teodoro. È un avvocato, il suo studio principale si trova a Neapolis ma torna spesso a Surrentum dove ha un'amante fissa. Altero e orgoglioso, sarà lui a prendere le redini della famiglia dopo la morte del padre. Da sempre innamorato di Nerazia Antonia, al termine dell'indagine per omicidio probabilmente riuscirà a sposarla, dato che il precedente fidanzamento della ragazza con Demetrio viene rotto in maniera definitiva.(in Dostoevskij è Ivàn)
- Pelagio Alessandro: figlio minore di Teodoro. Si è convertito al cristianesimo, è un asceta, quindi dimostra ben poco interesse per le questioni famigliari e patrimoniali. È un adolescente trasandato, schivo e taciturno che non suscita in Elio grande simpatia. (in Dostoevskij è Aleksej)
- Valeria Agrippina: prima di conoscere Demetrio, il suo protettore era il ricco e anziano Lollio Pancrisio. Graziosa più che bellissima, è però dotata di un certo fascino; ama il lusso, il buon cibo e in generale tutti i piaceri. Egocentrica, egoista e maliziosa, non manca però di intelligenza. Elio non è veramente attratto dalla ragazza, ma non può fare a meno di riconoscerne le doti. Al termine dell'indagine per omicidio Agrippina non torna con Demetrio; diventa invece la mantenuta del ricco banchiere Báraka che, desideroso di giovinezza e allegria e incurante di eventuali tradimenti, probabilmente si spingerà a sposarla.  (in Dostoevskij è Agrafena Aleksandrovna Svetlova  detta Grušenka)
- Nerazia Antonia: orfana e povera, è posta sotto la tutela legale di Gallicano; vive con due arcigne zie e la serva Crazia in un fatiscente edificio. Ha già venticinque anni e il matrimonio con Demetrio doveva essere la sua occasione per cambiare vita; il fidanzato tuttavia, ancora prima dell'omicidio, l'aveva offesa facendosi prestare soldi per debiti inesistenti e rubandole alcuni gioielli. Orgogliosa e piena di vergogna Nerazia aveva inizialmente nascosto l'accaduto, risolvendosi poi a richiedere l'aiuto di Pelagio Giovanni, suo buon amico. In apparenza la ragazza ha un carattere lacrimevole e remissivo, ma le circostanze finiscono per mettere in evidenza anche la sua capacità di abbandonarsi a collera e indignazione. (in Dostoevskij è Katerina Ivanovna)
- Sordes: letteralmente il suo nome significa Lordura. Di condizione servile, è il segretario personale di Teodoro; benché pochi ne siano a conoscenza, è anche uno dei suoi figli illegittimi. Il conflitto che ad un certo punto si è sviluppato nel suo animo tra la fedeltà al vecchio padrone Teodoro e la venerazione nei confronti del giovane padrone Demetrio spiega in parte il ruolo da lui rivestito nella tragedia che ha travolto i Pelagii. (in Dostoevskij è  Smerdjakov)
- Hunila rinominata Candida: schiava dei Pelagii, è la madre di Sordes; vive in una casupola ai margini del giardino. È muta e comunica a gesti. La sua condizione riporta alla mente di Elio quella della nonna paterna adottiva Aksina che, prigioniera di guerra ridotta in schiavitù, non aveva mai imparato il latino, e aveva trascorso una vita silenziosa e appartata come concubina del nonno rimasto vedovo. (in Dostoevskij è Lizaveta Smerdjaskaja)
- Báraka: ricco banchiere mauritano che a Surrentum ha molti interessi e molti agganci. Per lungo tempo ha lavorato a stretto contatto con Teodoro e può quindi fornire ad Elio preziose informazioni.
- Corimbo:ladro e bandito che agisce nella zona di Surrentum; firma le sue imprese disegnando o intagliando una piccola foglia d'edera. È uno dei possibili indiziati per la morte di Teodoro.
- Manilio Rusticiano: viceprefetto (poi prefetto) della Guardia del Pretorio, un corpo militare che nel tempo si è sempre più politicizzato. È il contatto attraverso cui Elio si augura di riuscire ad ottenere la convocazione a Roma per portare a termine la sua missione.
- Thermuthis: di origine berbera, ha capelli rossi ed occhi verdi; è la tenutaria di un elegante bordello in Egitto. Amante ma soprattutto amica di Elio, che a più riprese le ha chiesto di sposarlo, si trova in Italia per un viaggio che coniuga affari e interessi turistici.
- Theo: fratello di Thermuthis, ricco commerciante; cinquantenne calvo e grassoccio, possiede un carattere amabile e gioviale. Da tempo si è stabilito a Roma con Lelio, suo amante fisso. Con Elio intrattiene rapporti cordiali sin da quando lo ha conosciuto in Egitto, e se può non esita ad aiutarlo.
- Massenzio: personaggio storico. Principe e senatore, figlio dell'ex Augusto Massimiano;  aspira al trono e alla restaurazione di Roma come capitale dell'Impero.[8]  Sarà però sconfitto dal rivale (e cognato) Costantino, morendo in battaglia nel 312 d.C.
- Diocleziano: personaggio storico. Ex Augusto Seniore (ovvero l'imperatore più anziano e venerabile) nell'ambito della Tetrarchia da lui stesso fondata, ha abdicato da poco meno di un anno e mezzo. Tuttavia non ha rinunciato ad occuparsi del bene dell'impero, a favore del quale continua a lavorare nell'ombra .

## Cronologia
Compreso il Prologo, l'azione del romanzo si estende da venerdì 30 agosto del 1059 ab Urbe condita (corrispondente al 306 d.C.), sino a mercoledì 15 ottobre dello stesso anno: lo indicano le date poste in esergo alle varie parti. L'epilogo contiene invece una breve anticipazione di ciò che accadrà qualche anno più tardi: lo scontro tra Massenzio e Costantino, conclusosi con la vittoria di quest'ultimo nella Battaglia di Ponte Milvio il 28 ottobre del 312 d.C. Seguiranno anni sanguinosi durante i quali il nuovo imperatore, affiancato dalla madre Elena che ne ha favorito l'ascesa politica, eliminerà sistematicamente tutti i possibili avversari e le loro famiglie.

## Edizioni

### Edizione italiana
- Ben Pastor, La morte delle Sirene, traduzione di Luigi Sanvito, Mondadori ed., 2023, pag. 512 - ISBN 8804753129